# Периодизация развития зрелой личности В. Ф. Моргуна и Н. Ю. Ткачёвой
Периодизация развития зрелой личности В. Ф. Моргуна и Н. Ю. Ткачёвой — возрастная периодизация развития личности в психологии, разработанная В. Ф. Моргуном и Н. Ю. Ткачёвой и включающая 5 эпох развития: юность, молодость, расцвет, зрелость и старость. Данная периодизация является попыткой дополнить схему психического развития ребёнка от рождения до 17 лет Д. Б. Эльконина путем распространения её на более старшие возрастные эпохи и носит гипотетический характер.

## Критерии периодизации
В работе «Проблема периодизации развития личности в психологии» (1981) В. Ф. Моргун и Н. Ю. Ткачёва предлагают целостную периодизацию всего онтогенеза личности, исходя из гипотезы, что её разработка возможна на основе принципов, выдвинутых Л. С. Выготским и развиваемых его последователями Л. И. Божович, Д. Б. Элькониным и др. применительно к детскому возрасту.
Реализуя в своей работе диалектический принцип развития, авторы рассматривают становление личности как диалектически противоречивый скачкообразный процесс, в течение которого эволюция — медленные, постепенные изменения — подготавливает революцию, то есть внезапные, резкие, скачкообразные изменения, и который оканчивается революцией. При этом текущая ступень развития сменяется новой, качественно отличающейся от предыдущей, а затем всё повторяется, но уже на более высоком уровне, как бы образуя витки спирали. Наличие качественно своеобразных этапов в этом процессе позволяет разработать его периодизацию, то есть разделить процесс становления личности на основные периоды, каждый из которых подготавливается предыдущим, представляет собой необходимую ступень развития и вносит свой особый вклад в становление личности.
В качестве элементов структуры возраста Л. С. Выготский выдвигал 1) новообразования возрастных периодов и переходов и 2) динамику их протекания. В свою очередь, Д. Б. Эльконин, опираясь на теорию Л. С. Выготского, говорит также об элементах структуры возраста, к которым относит: 1) социальную ситуацию развития — совершенно своеобразное, специфическое для данного возраста, исключительное, единственное и неповторимое отношением между ребёнком и окружающей его действительностью, прежде всего социальной, 2) ведущую деятельность — деятельность, посредством которой происходит развитие других видов деятельности ребёнка и обеспечивается появление психологических новообразований, 3) возрастные новообразования — новый тип строения личности и деятельности, психические и социальные изменения, которые впервые возникают на данной возрастной ступени и которые в самом главном и основном определяют сознание ребенка, его отношение к среде, его внутреннюю и внешнюю жизнь, весь ход его развития в данный период. Собственно психологическим критерием возрастной периодизации считается ведущая деятельность.
В. Ф. Моргун и Н. Ю. Ткачёва утверждают, что для периодизации развития зрелой личности нет нужды в новых основаниях, для её построения достаточно более детального рассмотрения старых. Авторы отмечают, что по мере становления личности, сопровождающегося превращением индивида из «объекта» формирования в сознательное саморегулируемое существо, то есть в зрелую личность, критерий периодизации изменяется, и на первый план выступают личностные новообразования. Зрелая личность в отличие от ребёнка всё более самостоятельно выбирает, изменяет и совершенствует свою ведущую деятельность, социальную ситуацию своего развития, что приводит к изменению самого себя.
Таким образом, основным побудителем прогрессивных изменений, согласно периодизации, предложенной В. Ф. Моргуном и Н. Ю. Ткачёвой, являются личностные новообразования .

## Периодизация развития зрелой личности В. Ф. Моргуна и Н. Ю. Ткачёвой
Зрелая личность — это человек, который свободно и сознательно выбирает и ставит цели своих действий (с учётом причинных отношений в предметном мире, познанной необходимости общественных отношений, своего нравственного чувства) и несёт ответственность за последствия совершённых действий перед природой, обществом и своей совестью.
Главным основанием для построения периодизации развития зрелой личности послужила гипотеза В. Ф. Моргуна о смене ведущих деятельностей зрелой личности по освоению человеческих, общественных отношений и по совершенствованию предметной деятельности, то есть в соответствии с теми сторонами деятельности ребенка, на которые при построении периодизации детского развития указывал Д. Б. Эльконин.
В. Ф. Моргун и Н. Ю. Ткачева выделили три переломных возраста (около 30 лет — переход к расцвету, около 40 лет — переход к зрелости, около 50 лет — переход к старости) и, опираясь на критерий ведущей деятельности, связали их с переходами между эпохами: молодостью, расцветом и зрелостью, — поскольку переход от одной эпохи к другой происходит в результате кризиса. Динамика стабильных и критических периодов не так отчетлива, как в детстве, ввиду чего вопрос о времени наступления и длительности того или иного периода очень сложен. Наряду с названными эпохами авторы также выдвигают эпоху юности как «молодость зрелости» и эпоху старости — завершающую эпоху жизни. Эпохи, с точки зрения авторов периодизации, следует разделять на более мелкие единицы — периоды.

### Эпоха юности (18 — 23 года)
Зрелость личности начинается с эпохи юности. Этой эпохе предшествует кризис перехода к юности (17 — 18 лет) и ознаменовывается существенными личностными перестройками, которые могут разрешиться бесконфликтно в том случае, если человек будет подготовлен к значимым переменам в своей жизни, будет способен брать на себя ответственность за принятые и осуществлённые им самостоятельно решения, а также строить планы и намечать жизненные перспективы (далёкие и близкие) и т. д.
Эпоха юности считается последней стадией подготовки перехода от детства к взрослости. Авторы периодизации полагают, что именно с этого возраста начинается настоящее развитие личности в форме сознательного самосовершенствования и саморазвития. Социальная ситуация развития представляет собой порог взрослой жизни. Ведущей деятельностью юности является деятельность самоопределения и поиска своего места в жизни, которая присутствует и в подростковом возрасте, однако в юности она предстает в менее обобщённом виде.
- В первом периоде эпохи юности происходит преимущественно личностное самоопределение. Человек интенсивно устанавливает дружеские связи, стремится понять свои бурные, волнующие, но смутные переживания и выразить их в межличностном общении, благодаря чему осуществляет поиск своего «alter-ego» и приходит к слиянию своего «я» с «ты».

- Во втором периоде эпохи юности ведущей деятельностью становится конкретное профессиональное самоопределение: выбор специальности, места работы. Юноша осуществляет трудовую деятельность или специальную подготовительную (вузы, техникумы и т. п.).

Личностное новообразование эпохи юности — чувство ответственности за своё будущее.

### Эпоха молодости (23 — 30 лет)
Начальная стадия зрелости личности называется молодостью. Социальная ситуация развития: осознание собственной идентичности со взрослыми людьми. Ведущей деятельностью в молодости является специализация.
- В первом периоде эпохи молодости человек путем множества проб и ошибок ищет себя, стремится выработать индивидуальность и осознать себя в качестве взрослого человека со всеми его правами и обязанностями. Он приходит к пониманию обобщенности собственных юношеских мечтаний и невозможности их осуществления, поэтому формирует более конкретные представления о будущей жизни.

- Во втором периоде эпохи молодости ведущей деятельностью становится ориентация в профессиональной деятельности и её конкретизация. В ситуации, когда выбор профессии уже сделан, перед личностью возникает новая задача — специализация в избранной профессии, приобретение мастерства и индивидуального стиля.

Личностное новообразование эпохи молодости — чувство ответственности за дело и семью.
Эпоха молодости оканчивается переломным моментом 30 лет — переходом к расцвету, который характеризуется как сильнейший нормативный кризис, предполагающий преобразование образа жизни. Тяжесть этого кризиса является следствием недостаточной подготовленности личности к жизни и деятельности, а также недостаточно благополучно прошедшей эпохи самоопределения.

### Эпоха расцвета (31 — 40 лет)
Эпоха расцвета приходится на середину жизни человека, поэтому этот возраст считается «золотым» и описывается как возраст бури, натиска и беспокойства, огромной работоспособности и отдачи, как бы возврат отрочества. Социальная ситуация развития: личность в расцвете переступает взрослый возраст, и все достижения, полученные к этому возрасту, кажутся ей недостаточными. Ведущей деятельностью во время этой эпохи становится совершенствование.
- Первый период эпохи расцвета является периодом высокопродуктивного творчества. Личность стремится передавать то лучшее, что было накоплено ею по мере постижения жизненного опыта и становления полноценным специалистом в сфере своей деятельности и примерным семьянином. Передача опыта позволяет человеку не только предостерегать кого-то от излишних ошибок, но и самому лучше постигать смысл своей жизни.

- Во втором периоде эпохи расцвета ведущей деятельностью является самосовершенствование личности в плане профессиональной деятельности. На этом этапе человек впервые серьезно задумывается над вопросом «Что остается людям?».

Личностное новообразование эпохи расцвета — способность к активному творчеству.
Эпоха расцвета завершается переломным моментом 40 лет — переходом к зрелости, который характеризуется как ярко выраженный нормативный кризис, в основе которого лежит осознание утраты молодости и неизбежности конца, у человека возникает ощущение, что жизнь проходит зря.

### Эпоха зрелости (40 — 55 лет)
Эпоха зрелости — вершина жизненного пути личности. Достижение зрелости личности не может рассматриваться как некоторое конечное состояние, к которому стремится развитие и которым оно оканчивается. Социальная ситуация развития: человек в этом возрасте уже достиг вершин профессионального мастерства и некоторого положения в обществе, у него накоплен профессиональный опыт и опыт общения с людьми, однако этот опыт еще не идет в сравнение с жизненным опытом старцев. Ведущая деятельность: наставничество.
- В первом периоде эпохи зрелости человек реализует потребность передать опыт последователю, в результате чего становится наставником на жизненном или профессиональном пути своего ученика.

- Во втором периоде эпохи зрелости статус ведущей деятельности приобретает коллективное творчество.

В эту эпоху, как и в другие эпохи взрослости и переходного возраста, встаёт вопрос о смысле жизни, но в специфической форме подведения итогов прожитых лет. Личностное новообразование эпохи зрелости — чувство ответственности за людей.
Эпоха зрелости оканчивается переломным моментом 50 лет — переходом к старости, который характеризуется как нормативный кризис, связанный с переворотами в социальной ситуации развития и возрастными перестройками организма, а также осознанием их и приданием им того или иного личностного смысла.

### Эпоха старости (55 лет — свыше 90 лет)
Эпоха старости — завершающая эпоха человеческой жизни, её естественная и здоровая часть, которую можно и нужно сделать счастливой для человека и полезной для общества. Социальная ситуация развития: выход на пенсию, который ограничивает/исключает трудовую деятельность человека и предоставляет ему пассивный отдых. Ведущая деятельность: общение, воспоминания и, наконец, самообслуживание. Авторы периодизации разделяют эту эпоху на три периода.
- Первый период эпохи старости — пожилой возраст (55 — 75 лет). Пожилые люди образованны, энергичны, с высокими запросами, стремлением к самоутверждению, активному участию в общественной жизни, высокой творческой активностью. Ведущей деятельностью этого периода является общение, в процессе которой реализуется передача другим накопленного опыта, а также удовлетворяются потребности в коллективе, уважении и самоутверждении.

- Ведущей деятельностью второго периода эпохи старости — старческого возраста (75 — 90 лет) — становится деятельность по самообслуживанию, которая необходима для обеспечения более плавного перехода и облегчения адаптации к новой ситуации, связанной с выходом на пенсию. Пожилые люди способны к творческому приспособлению и развитию. Они используют структуру своего опыта, черпая из него элементы для удержания имеющихся способностей на должном уровне и для переработки их в новые способности, что помогает им справиться с несоответствием между общественной природой человеческой личности, которая многие годы находила своё наиболее полное выражение в труде, и теми узкими возможностями, которыми располагает теперь сам по себе пассивный отдых или участие в семейной жизни.

- Третий период эпохи старости — долгожительство (свыше 90 лет).

Личностные новообразования эпохи старости — чувство нужности людям, мудрость и спокойствие.

## Критика периодизации развития зрелой личности В. Ф. Моргуна и Н. Ю. Ткачёвой
Наиболее уязвимым местом построенной периодизации является её гипотетический характер. К числу более частных замечаний относятся проблематичность выделения таких видов деятельности, как самореализация, специализация и т. д., выдвинутых в качестве форм ведущей деятельности для разных возрастов; предельный формализм при характеристике социальной ситуации развития; нормативность схемы в целом, не предполагающей каких-либо отклонений в процессе социализации личности, деформаций этого процесса.
В связи с тем, что взгляды В. Ф. Моргуна и Н. Ю. Ткачёвой во многом сохраняют преемственность с периодизацией Д. Б. Эльконина, они наследуют и её слабости, к которым относятся жёсткая нормативность, то есть «привязанность» к сложившейся системе воспитания и образования, а также отсутствие гендерной специфики и учета таких феноменов эмоциональной сферы, как дружба, любовь, так или иначе предопределяющих изменения брачно-семейного статуса индивида (что является важным этапом в процессе социализации).